# Fez

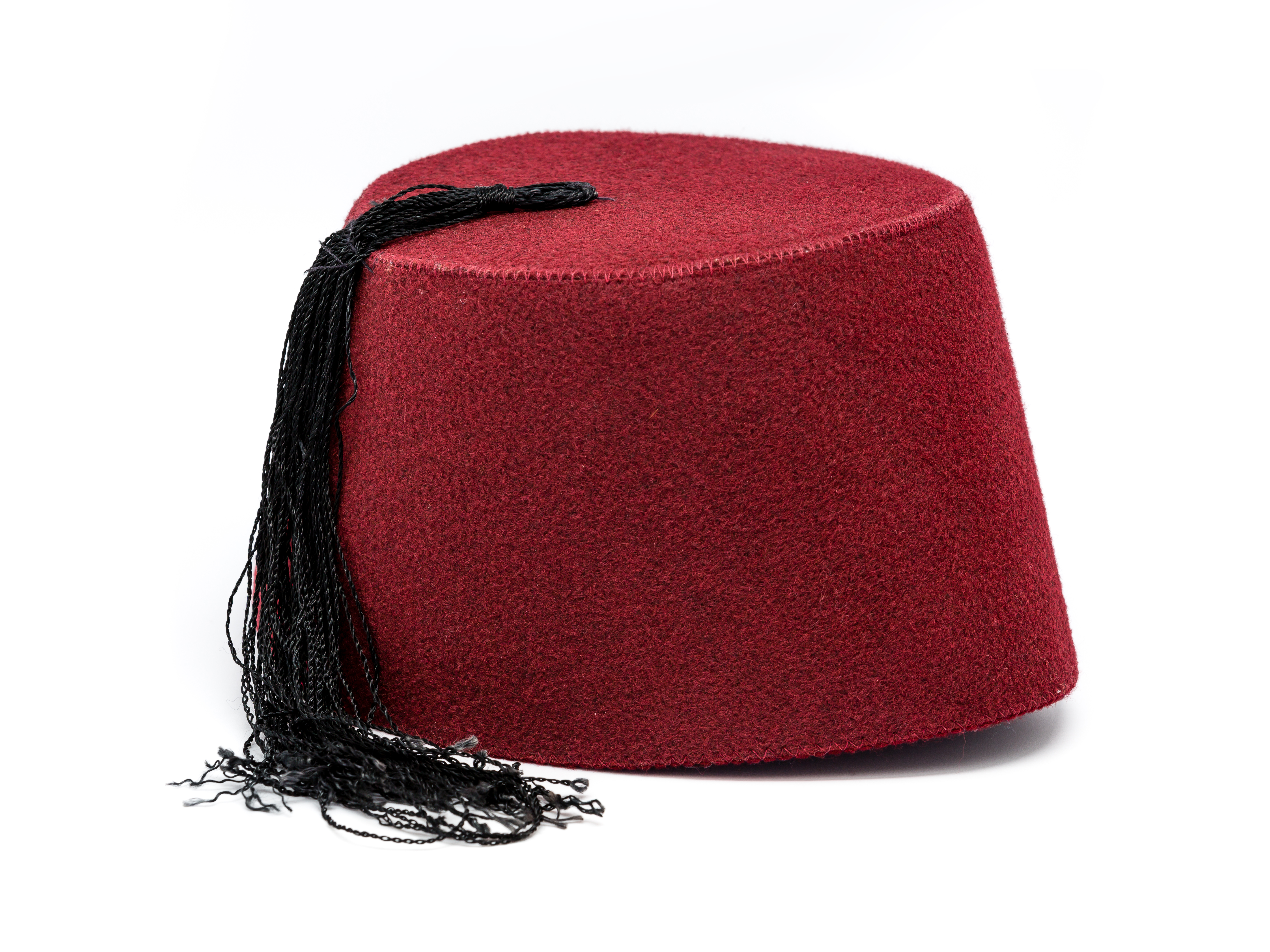
En fez.

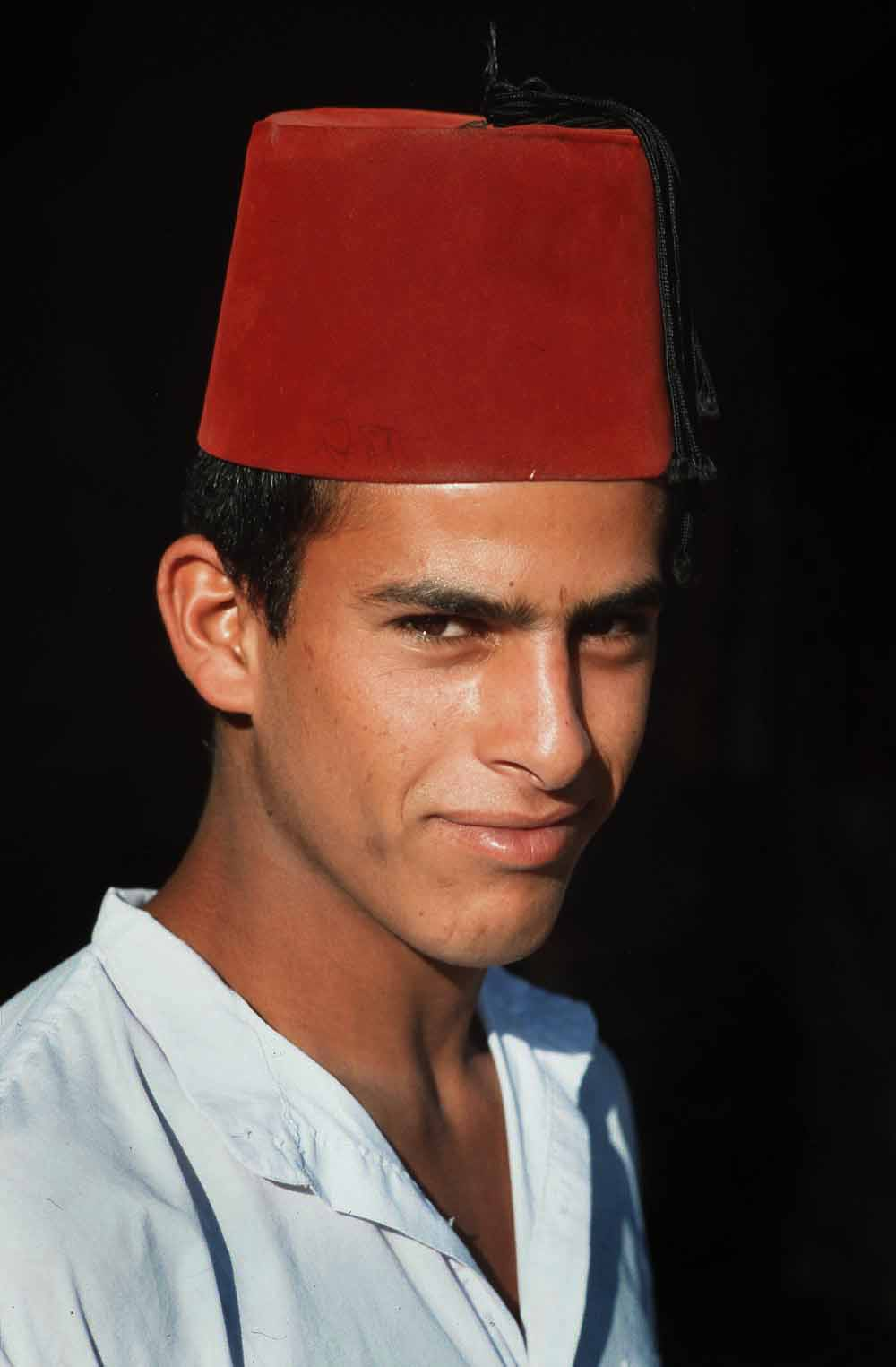
Beduinsk man med fez.

Fez (turkiska: fes, osmanska: فس, romaniserat: fes) är en cylinderformad huvudbonad av glättad ullfilt utan brätten, som oftast är röd och försedd med svart eller mörkblå silkestofs. Den används i huvudsak av muslimer i Nordafrika, Asien och på Balkan. Namnet kommer från den marockanska staden Fès där sådana huvudbonader först tillverkades och där den röda färgen utvanns ur körsbärskornell som invånarna i staden importerat.
Den osmanske sultanen Mahmud II påbjöd 1826 civila och militära ämbetsmän att bära fez i stället för turban. I vissa länder förbjöds huvudbonaden senare, som ett avståndstagande från Osmanska rikets kultur. Detta skedde i Turkiet 1925, i Iran 1928 och i Egypten 1953. I Nordafrika förekommer fezen fortfarande, framför allt i rituella sammanhang. Ett exempel är att en brud i Marocko kan ge sin brudgum en fez i bröllopsgåva.
I Grekland användes fezen både som manligt och kvinnligt plagg.
I Västvärlden används fez oftast vid maskerader, men den var även kortvarigt populär modehatt under 1900-talets första decennier. Fezen kan ingå i en herres "rökrumsklädsel".
Ordet "fez" är belagt i svenska språket sedan 1815.